# Ereditarietà legata al cromosoma X

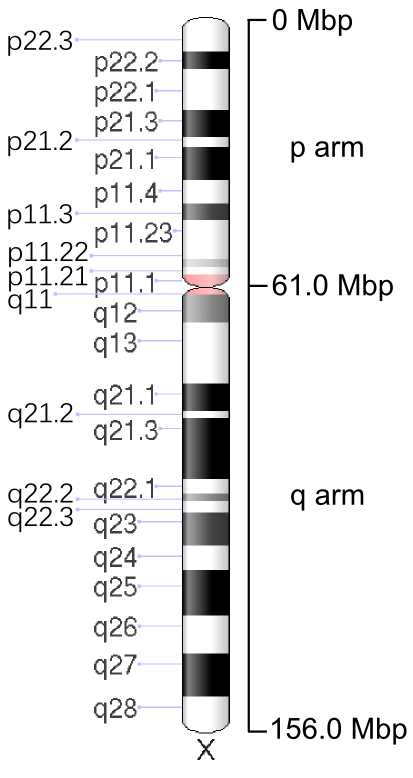
Mappa dei geni presenti sul cromosoma X

Per ereditarietà legata al cromosoma X si intendono tutti quei meccanismi biologici e genetici che permettono il passaggio dei geni presenti sul cromosoma sessuale X alla prole o in generale alle generazioni successive di individui della stessa specie.
Nel genere umano la femmina è portatrice di due copie di cromosoma X mentre il maschio di una sola poiché possiede anche una copia del cromosoma Y, per questa ragione la femmina sarà geneticamente caratterizzata da un cariotipo 46,XX mentre il maschio da uno 46,XY. Questa differenza porta non solo ad una diversa espressione di caratteri sessuali e fenotipici ma anche ad una differente incidenza nelle patologie associate al cromosoma stesso. Spesso le patologie recessive associate al cromosoma X (facenti parte del più grande insieme di tutte quelle definite X-linked in inglese) sono molto più frequenti nei maschi che nelle femmine visto che quest’ultime hanno due cromosomi e se uno ha qualche difetto può essere compensato geneticamente dall’altro. Non vale lo stesso discorso per le patologie X-linked a carattere dominante.

## Modalità di trasmissione dei geni
La trasmissione dei geni segue le leggi dell'eredità eterosomica mendeliana. È bene però ricordare che nell'individuo di sesso maschile l'unico cromosoma X sarà sempre di origine materna.

## PatologieX-linked
Le patologie associate al cromosoma X possono essere divise in: dominanti, in cui è sufficiente una sola copia del gene difettoso su un solo cromosoma perché la patologia si manifesti (può essere spesso letale nei maschi), e recessive in cui è necessaria una copia del gene difettoso su entrambi i cromosomi (o nel caso del maschio uno solo sul suo singolo cromosoma X). Nel caso della patologia recessiva la femmina che ha un solo cromosoma col gene patologico prenderà il nome di portatrice.
Per questi motivi l’incidenza di patologie X-linked dominanti può essere sovrapponibile nei due sessi (e addiruttura spesso maggiore nelle femmine) mentre si inverte il rapporto per le X-linked recessive.
Sotto sono riportate raccolte e schematizzate alcune fra le patologie più note accompagnate con un'immagine che mostra le leggi con cui si trasmettono:
| Dominanti                                                                   | Recessive                                                                                     |
|                                                                             |                                                                                               |
| - Condrodisplasia - Ipertricosi - Nefrite ereditaria - Rachitismo familiare | - Albinismo oculare di tipo 1 - Discromatopsia - Distrofia di Duchenne - Emofilia A - Ittiosi |